# Torrelodones
Torrelodones là một đô thị trong Cộng đồng Madrid, Tây Ban Nha. Đô thị Torrelodones có diện tích 21 km², dân số theo điều tra năm 2010 của Viện thống kê quốc gia Tây Ban Nha là 22.117 người. Đô thị Torrelodones nằm ở khu vực có độ cao 845 mét trên mực nước biển.